# 藤田良雄
藤田良雄（1908年9月28日—2013年1月9日）日本天文学者。生于福井县福井市。萩原雄祐的学生。尽管其老师是天体力学的权威，但他却在天体物理学方面取得了更大的成就。

## 生平
- 1931年：东京帝国大学理学部天文学科毕业
- 1951年：东京大学教授
- 1955年：获得学士院恩赐奖
- 1969年：退休
- 1978年：获得勋二等瑞宝章
- 1979年：成为福井市名誉市民
- 1996年：担任日本学士院长
- 1996年：被选为文化功劳者
- 1999年1月：被选为歌会始的召集人
- 2000年：辞去学士院长
- 2013年1月9日：心衰竭逝世[1]

## 业绩
常年坚持低温度星的分光观测，开创了日本天文学界的“低温度星学派”。在恒星分光学等领域内取得了革命性的成果。